# Línea de alta capacidad Nápoles-Salerno
La Línea de Alta Capacidad Nápoles-Salerno o simplemente LAC Nápoles-Salerno (Ferrovia ad alta capacitá Napoli-Salerno en italiano) también conocida en Italia como Ferrovia AC A Monte del Vesuvio es una línea de alta capacidad de la red de ferroviaria italiana.
Sin bien la línea cumple con ciertas características propias de una Línea de alta velocidad no está habilitada para circulaciones superiores a 200 km/h lo cual no permite calificarla como tal.

## Historia
La línea tiene 29 km de longitud, es de nueva construcción y fue concebida para potenciar el sistema de transporte de alta capacidad en Italia, de manera especial el tráfico de pasajeros y mercancìas en la región de Campania. Fue terminada en abril de 2008 y habilitada al tráfico comercial en junio del mismo año.
La línea es la continuación natural al sur de Nápoles de la LAV Roma-Nápoles y permite descongestionar buena parte del tráfico ferroviario de las líneas clásicas Nápoles-Salerno y Caserta-Salerno permitiendo que los trenes viajen en buena parte de ella a una velocidad de 200 km/h.

## Ruta
La línea comienza oficialmente en el enlace Roma Est con la LAV Roma-Nápoles, situado entre las estaciones Napoli Afragola y Napoli Centrale. 
Hasta diciembre de 2009 el tramo Gricignano-Nápoli Centrale de la LAV Roma-Nápoles no estaba habilitado al tráfico comercial. Por ese motivo el único modo de acceder desde el norte a la línea era desde la estación Napoli Centrale.
La línea se desarrolla desde allí por el este del Monte Vesubio hacia el sur para finalizar en la interconexión Sarno en el municipio de San Valentino (cerca de Salerno) donde se conecta con la línea Caserta-Sarno.
Está previsto continuar la línea hacia el sur hasta Battipaglia, facilitando el tránsito ferroviario norte-sur en la zona de Nápoles y Amalfi.

## Nueva estación Vesuvio Sud-Est
Como complemento de la infraestructura se licitó el diseño y construcción de una estación situada sobre la línea en la zona del municipio de Striano denominada Vesuvio Sud-Est para atender a la gran población de la zona y para permitir la correspondencia con la línea Circunvesuviana de servicios ferroviarios metropolitanos.